# دریک ویلیامز
دریک ویلیامز (انگلیسی: Derrick Williams، زاده ۲۵ مه ۱۹۹۱) یک بازیکن بسکتبال اهل ایالات متحده آمریکا است. وی سابقه بازی در تیم‌هایی همچون مینه‌سوتا تیمبرولوز، ساکرامنتو کینگز، نیویورک نیکس و میامی هیت را در کارنامه دارد.